# Збараж (село)
Збара́ж (укр. Збараж) — село на Украине, находится в Казатинском районе Винницкой области.
Код КОАТУУ — 0521482203. Население по переписи 2001 года составляет 501 человек. Почтовый индекс — 22163. Телефонный код — 4342. Занимает площадь 2,56 км².
На территории села располагается кирпичный завод «Прогресс».
Расстояния:
- до областного центра Винница (физическое) — 34,7 км;
- до областного центра по автодорогам — 42,7 км;
- до районного центра Казатин (физическое) — 20,7 км;
- до районного центра по автодороге — 27,2 км.

## Адрес местного совета
22163, Винницкая область, Казатинский р-н, с. Збараж, тел. 3-03-45.